# Christian E. Christiansen
Christian E. Christiansen (n. Kalundborg, Dinamarca, 1972) es un graduado de Kalundborg Gymnasium y de la Escuela Nacional de Cine de Dinamarca, trabajó en posiciones más bajas en un número de películas danesas antes de producir su película primer éxito, Nynne (2005), una comedia dirigida por Jonas Elmer. A continuación, produjo y dirigió el drama de realismo social Råzone (2006, Impactos Vida aka), que fue nominado para un Premio Bodil como mejor película, y nominada a dos Premios de Robert como los mejores niños / Cine Familiar, así como al Mejor Director. Su cortometraje natten Om (2007, también conocido como La noche), que escribió y dirigió, fue nominado a un Óscar al Mejor Cortometraje. Christiansen hizo su debut en Hollywood con la película de suspenso críticamente criticado The Roommate en 2011.
Christiansen se establece para dirigir la película de suspenso comuna próximo titulado "The Occult". El rodaje comienza en la primavera de 2012. El proyecto está siendo producido por Liddell Entertainment.

## Premios y distinciones
Premios Óscar
| Año  | Categoría          | Película | Resultado |
| ---- | ------------------ | -------- | --------- |
| 2008 | Mejor cortometraje | At Night | Candidato |